# Chevrolet 1L
Der Chevrolet 1L war ein Personenkraftwagen. Er wurde gebaut
- 1972 als Bel Air und Townsman,
- 1973–1975 als Impala,
- 1987–1996 als Corsica,
- 1987–1996 als Beretta und
- 2006–heute als HHR.